# Radłów (gmina, Petite-Pologne)
Radłów est une gmina mixte du powiat de Tarnów, Petite-Pologne, dans le sud de Pologne. Son siège est la ville de Radłów, qui se situe environ 13 km au nord-ouest de Tarnów et 66 km à l'est de la capitale régionale Cracovie.
La gmina couvre une superficie de 86,02 km2 pour une population de 9 774 habitants.

## Géographie
Outre la ville de Radłów, la gmina inclut les villages de Biskupice Radłowskie, Brzeźnica, Glów, Łęka Siedlecka, Marcinkowice, Niwka, Przybysławice, Sanoka, Siedlec, Wał-Ruda, Wola Radłowska, Zabawa et Zdrochec.
La gmina borde les gminy de Borzęcin, Szczurowa, Wierzchosławice, Wietrzychowice et Żabno.